# Drohnenangriffe auf Abu Dhabi 2022
Bei den Drohnenangriffen auf Abu Dhabi 2022 attackierten am 17. Januar 2022 Huthi-Rebellen mithilfe bewaffneter Drohnen mehrere Ziele in der Hauptstadt der Vereinigten Arabischen Emirate. Durch die Angriffe explodierten drei Treibstoffwagen in der Nähe von Lagern der Ölfirma ADNOC. Auf einer Baustelle des Flughafens von Abu Dhabi brach ein Feuer aus. Bei den Attacken starben zwei Inder und ein Pakistaner, die für die Ölfirma arbeiteten. Sechs weitere Menschen wurden verletzt. Untersuchungen deuteten auf Drohnen hin. Der militärische Sprecher der Rebellen, Yahya Saree, sprach von einer Militäroperation gegen Einrichtungen der VAE mittels Drohnen und ballistischen Raketen. Die Islamische Militärkoalition berichtete nach den Angriffen, neun gegen Saudi-Arabien gerichtete Flugkörper abgefangen zu haben. Die VAE kündigten Vergeltungsmaßnahmen an.

## Gegenschläge
Daraufhin führte die Islamische Militärkoalition am 21. Januar einen Luftangriff auf ein Gefängnis im Jemen durch, bei dem laut Ärzte ohne Grenzen 70 Menschen getötet und 138 verletzt wurden, es waren auch Migranten unter den Opfern. Ein Sprecher des Militärbündnisses wies die Verantwortung für den Luftangriff zurück. Wenige Stunden davor waren bei einem Luftangriff in der Hafenstadt Al-Hudaida drei Kinder getötet worden. Dieser Angriff hätte organisiertem Verbrechen gegolten. Der Generalsekretär der Vereinten Nationen António Guterres verurteilte sowohl die Angriffe der Huthi-Rebellen, als auch die Luftangriffe des Militärbündnisses. Die Huthi-Rebellen warfen der Koalition ein Verbrechen vor. Am 18. Januar wurde erstmals ein Luftangriff auf Sanaa durchgeführt, bei dem 14 Menschen getötet wurden.

## Siehe außerdem
- Angriff auf Abqaiq und Churais